# 艾法托利
AlphaTauri 是一个红牛于2016年创立的时尚服装业业务扩展品牌。该品牌以金牛座α（Alpha Tauri） 恒星的名字命名，并向创始公司红牛致敬。 其总部位于奥地利萨尔茨堡。
AlphaTauri在2018年秋冬季举行了第一次产品发布会。2018年的系列产品包括派克大衣、大衣、衬衫、毛衣、T恤、帽子、腰带和包。该品牌在2022年总共拥有3家旗舰店，分别在格拉茨，维也纳和萨尔茨堡。

## 全新的时尚品牌
自推出以来，该品牌参加了各种国际时装展，例如 FashionTech 以及两年一度的柏林时装周，该品牌通过 3D Knit 实验室展示了其在服装设计中使用来日本岛精机公司的3D技术。

### 创新与专利技术
Alpha Tauri 开发并申请了自己的纺织技术的专利，例如 Taurex，是与瑞士公司 Schoeller Textil AG 合作开发的，该公司专门从事创新面料和纺织技术的开发和生产。

## 赛车运动
红牛二队在2020年一级方程式赛季更名为阿尔法托利车队。皮埃尔·加斯利(Pierre Gasly) 在为车队驾驶时赢得了 2020年意大利大奖赛。
AlphaTauri 与一级方程式赛车签署了一项为期两年的协议，从 2022 赛季开始成为官方高级时尚服装供应商。

## 延伸阅读
- 官方网站